# Deerhoof
Deerhoof is een experimentele rockband uit San Francisco opgericht in 1994.  Hun muziek wordt gekenmerkt door onconventionele songstructuren en merkwaardige en snel variërende ritmes. 

## Geschiedenis
Deerhoof werd in 1994 opgericht door Rob Fisk en Greg Saunier. In 1996 verhuisde Satomi Matsuzaki van Tokyo naar San Francisco en kwam bij de band.
Deerhoof toerde met bands als Red Hot Chili Peppers, The Roots, Radiohead, The Flaming Lips, Wilco en Sonic Youth. De bandleden speelden onafhankelijk van elkaar ook in diverse andere bands; The Curtains, Xiu Xiu, THETEETHE, Gorge Trio, Natural Dreamers en Retrievers.
Saunier drumde ook nog een album van Experimental Dental in in 2006.
Vanwege de prominente vrouwelijke vocalen vertolkt door een Japanse zangeres wordt de band veel vergeleken met Enon en het bekendere Blonde Redhead. Evenals Enon is de band vooral geliefd bij critici en andere muzikanten, zo toerden ze bijvoorbeeld om die reden in het voorprogramma van Radiohead.
In 2010 bracht zangeres Satomi Matsuzaki een single uit met The Go! Team, getiteld 'Secretary Song'.

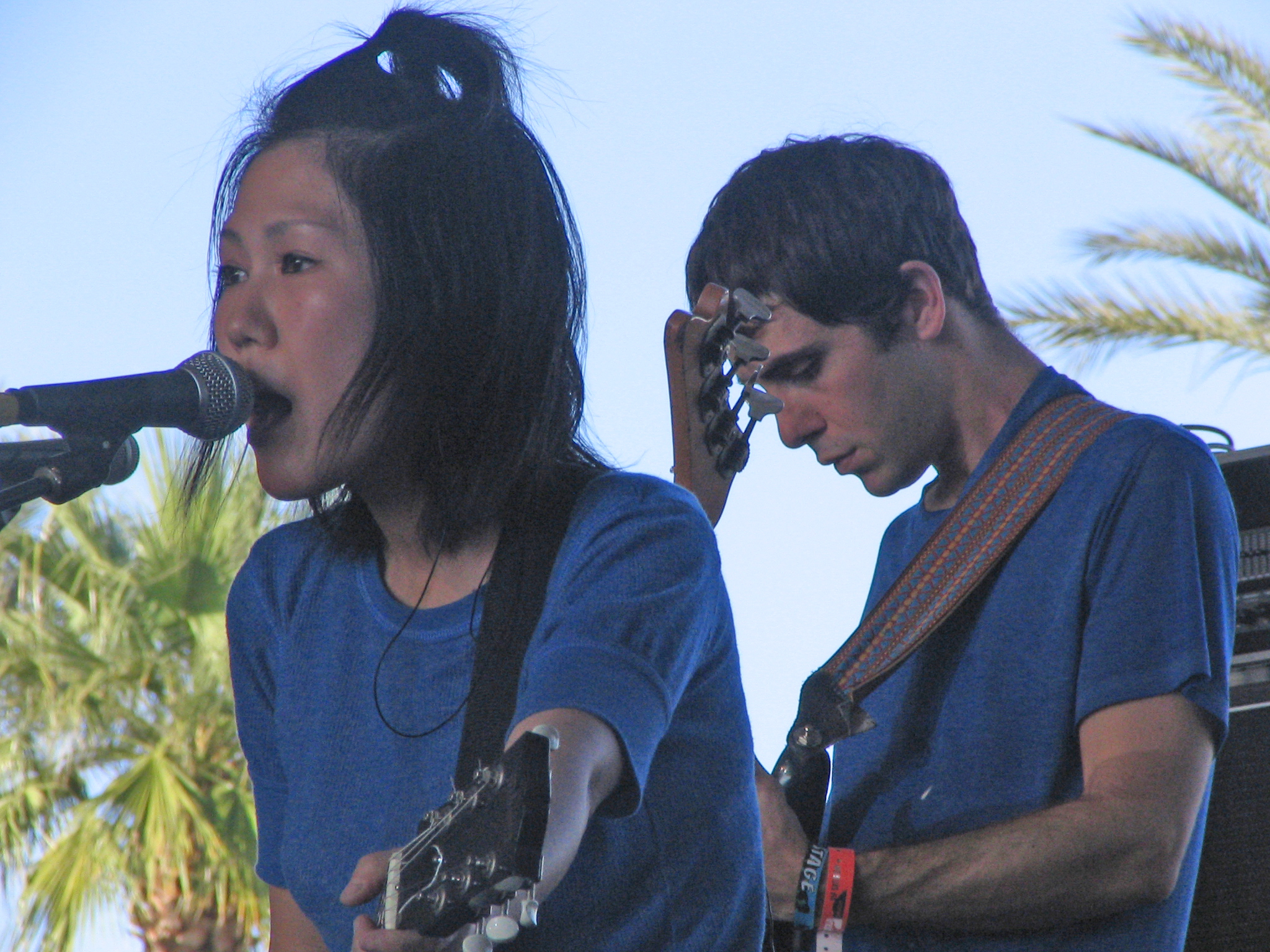
Deerhoof, Satomi Matsuzaki en Chris Cohen

## Bandleden
- John Dieterich
- Satomi Matsuzaki
- Ed Rodriguez
- Greg Saunier

### Ex-bandleden
- Kelly Goode
- Rob Fisk
- Chris Cooper
- Jess Goddard
- Chris Cohen

## Discografie

### Cd's
- The Man, the King, the Girl cd (1997)
- Holdypaws cd (1999)
- Koalamagic (2000)
- Halfbird cd (2001)
- Reveille cd/lp (2002)
- Apple O' cd/lp (2003)
- Milk Man cd/lp (2004)
- Bibidi Babidi Boo mp3 (2004)
- The Runners Four cd/lp (2005)
- Friend Opportunity cd/lp (2007)
- Offend Maggie cd/lp (2008)
- Deerhoof vs. Evil (2011)
- 99% upset feeling (2011)
- Breakup Song (2012)
- La Isla Bonita (2014)
- Fever 121614 (2015)
- The Magic (2016)
- Mountain Moves (2017)
- Future Teenage Cave Artists (2021)

### Ep's en singles
- Green Cosmos cd (2005)
- Untitled E.P. mp3 (2006)
- +81 mp3 (2006)
- The Perfect Me Ltd 7" picturedisc (2007)

## Video
- Gore in Rut (Children of Hoof Education Center) op Video Fanzine #1 (NTSC VHS, Kill Rock Stars, april 1999, KRS200)
- Wicca Wind (Aida Ruilova) op Video Fanzine #2 (NTSC VHS, Kill Rock Stars, 3 oktober 2000, KRS300)
- XBXRX/Deerhoof tour documentaire (Nothing Fancy Just Music, januari 2001, NFJM5V)
- liveoptreden en interview op episode 6 van Burn My Eye!
- Dog on the Sidewalk (live) op Video Fanzine #3 (NTSC DVD, Kill Rock Stars, 12 juli 2005, KRS400)
- Wrong Time Capsule (Martha Colburn, november 2005)
- The Perfect Me (Eric Landmark & Peter Venuto, maart 2007)